# Schloss Prankerhof

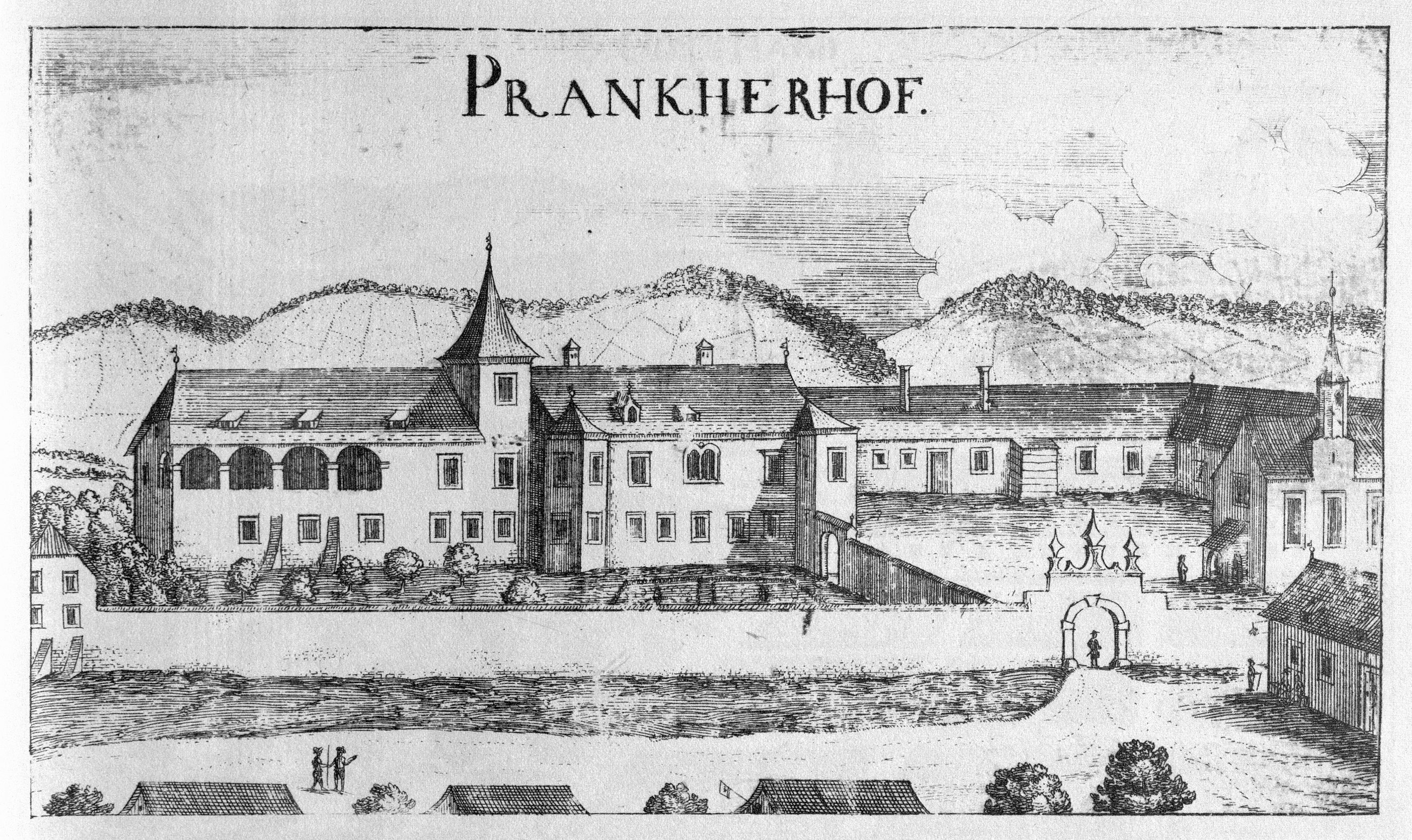
Schloss Prankerhof in der Topographia Ducatus Stiria von Vischer

Das Schloss Prankerhof, auch Adelsbühel genannt, war ein Grazer Schloss. Seine Geschichte reicht bis zum Ende des 16. Jahrhunderts zurück. Es wurde nach 1798 abgerissen.

## Lage
Das Schloss befand sich im fünften Grazer Stadtbezirk Gries in der Prankergasse. Seine Äcker und Wiesen erstreckten sich bis zur Steinfeld- und der Lazarettgasse.

## Geschichte
Das Schloss Prankerhof wurde ursprünglich als Edelhof von Hans Harrer und seiner Frau Barbara auf einem 1590 erworbenen Grundstück erbaut. Der Hof trug den Namen „Adelsbühel“. 1610 wurde er von Anna Ruep von Pfeilberg gekauft. Da sie Schulden bei Jonas von Wilfersdorf hatte, ließen ihre Söhne den Besitz schätzen. Wilfersdorf Erben veranlassten 1616 schließlich die Pfändung des Gutes, worauf es in den Besitz von Hans Töller gelang. Von diesem kam es 1617 durch das adelige Einstandsrecht an Heinrich Freiherr von Logau. Da die von Logau protestantisch waren, mussten sie 1629 die Steiermark verlassen; daraufhin wurde das Anwesen von Hans Friedrich Freiherr von Pranckh erworben. Ein Großteil des Kaufgeldes blieb dabei als Hypothek liegen. Den von Logaus gelang es dadurch zunächst, das Gut durch Gütertausch wieder in ihren Besitz zu bringen, allerdings mussten sie es 1637 aufgrund hoher Schulden an den Johanniterorden in Fürstenfeld verkaufen.
Im Jahr 1640 konnte die Ehefrau von Hans Friedrich von Pranckh den Edelsitz zurückkaufen. In den folgenden Jahren kam es immer wieder zu Rechtsstreitigkeiten, die sich um die Rückzahlung der 1629 geleisteten Hypothek entzündeten. Bis 1775 war das Anwesen im Besitz derer von Pranckh, dann wurde es unter Zwangsverwaltung gestellt. Im Jahr 1784 ging es an Franz Xaver Feldbacher über, 1792 schließlich an Alois Graf Trautmannsdorf. Nach 1798 kam es zu häufigen Besitzerwechseln, ehe das Schloss abgerissen wurde. Die ehemaligen Felder wurden verbaut und auf dem Platz des Schlosses wurden Mietshäuser errichtet.